# Sounds Like Armageddon
Sounds Like Armageddon — це перший концертний альбом американського ню-метал гурту Otep. Він вийшов 6 листопада 2012 року під лейблом Victory Records. Альбом завершується висловленням подяки тим, хто прийшов на концерт, а також Курту Кобейну — Opet виконують на завершення кавер на пісню «Breed» гурту Nirvana.

## Список треків
| #     | Назва                      | Тривалість |
| ----- | -------------------------- | ---------- |
| 1.    | «Battle Ready»             | 5:26       |
| 2.    | «Filthee»                  | 3:50       |
| 3.    | «Crooked Spoons»           | 4:53       |
| 4.    | «Blood Pigs»               | 7:17       |
| 5.    | «Confrontation»            | 5:17       |
| 6.    | «My Confession»            | 7:35       |
| 7.    | «Rise, Rebel, Resist»      | 3:51       |
| 8.    | «T.R.I.C.»                 | 4:10       |
| 9.    | «Ghostflowers»             | 6:14       |
| 10.   | «Fists Fall»               | 4:38       |
| 11.   | «Breed (Кавер на Nirvana)» | 4:26       |
| 57:37 |                            |            |

## Учасники
- Отеп Шамая — вокал
- Арі Мігалопулос — гітара
- Ерік Тісінгер — бас-гітара
- Чейз Брікенден — ударні

## Виробництво
- FOH/Звукорежисер — Трістан Воллес
- Виконавчий продюсер — Отеп Шамая
- Мастеринг — Алан Дюше
- Артдиректор — Отеп Шамая
- Дизайн — Майк К. Гардкор
- Ілюстрації — Джої Джеймс
- Обкладинка — Джейсон Лінк